# Ptinidae
Anobiidae o Ptinidae según la clasificación más reciente es una familia de pequeños coleópteros polífagos conocidos vulgarmente como carcomas, ya que sus larvas al alimentarse perforan maderas, tanto en estado natural como puesta en obra (vigas, muebles, etc.). Se conocen unos 1800 géneros distribuidos por todo el mundo.

## Características
El tamaño de los anóbidos oscila entre 1,5 y 9 mm de longitud y son predominantemente de color castaño, pardo-rojizos o negruzcos. El cuerpo es casi siempre subcilíndrico o redondeado y está recubierto por una abundante pubescencia, que a veces forma dibujos sobre los élitros. La cabeza está más o menos retraída y escondida debajo del pronoto; las antenas pueden ser filiformes, aserradas o pectinadas; los ojos son grandes. Las patas son gráciles y en algunos casos pueden plegarse y ocultarse en surcos en la parte inferior del cuerpo; los tarsos son pentámeros (con cinco artejos en todas las patas).

## Biología y ecología

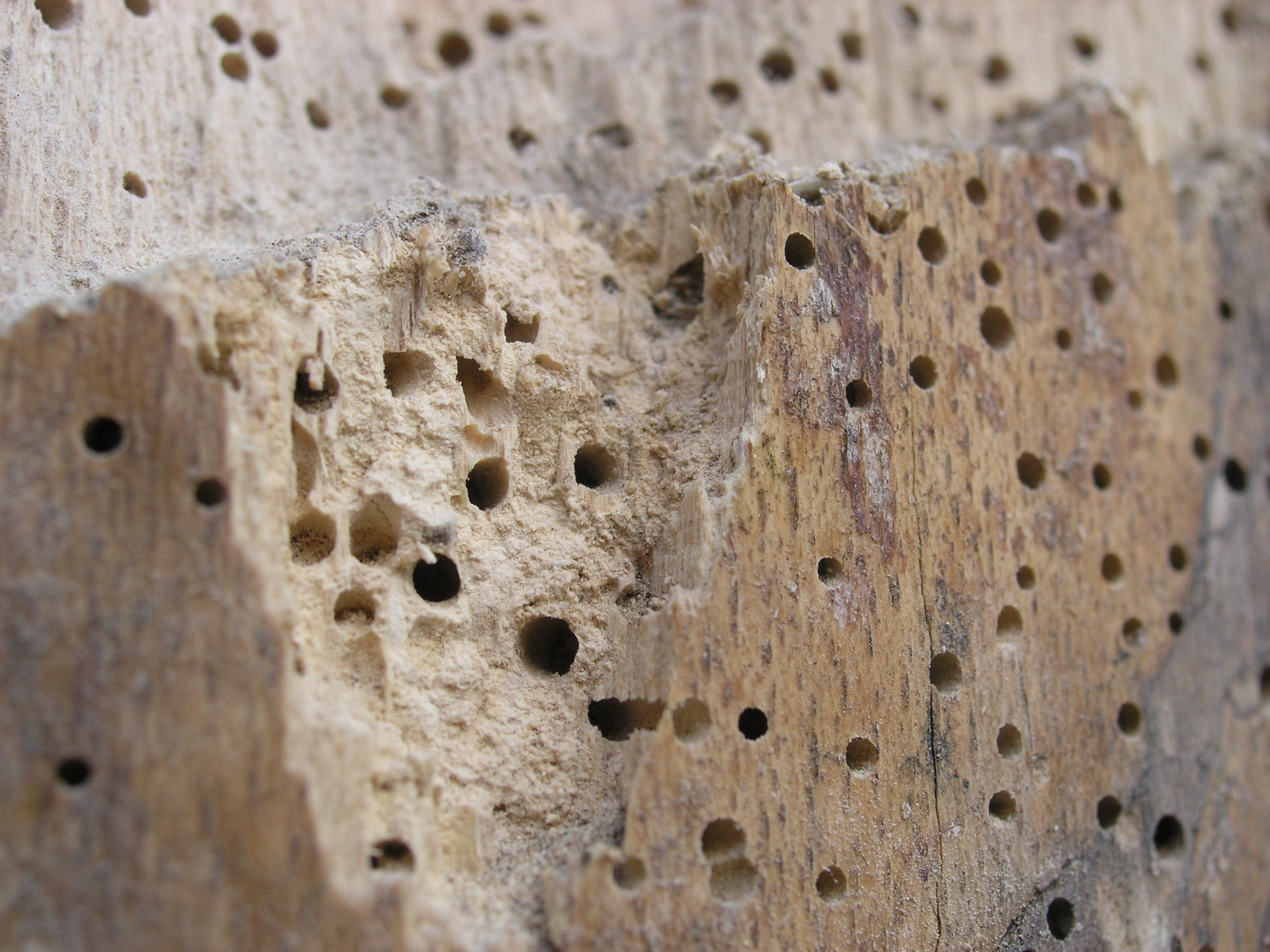
Madera perforada por Anobium punctatum.

Las larvas se desarrollan en madera muerta, tanto natural como trabajada y, en este caso, pueden producir graves destrozos en vigas, artesonados, retablos, muebles, e incluso en libros; reciben el nombre común de carcomas. Xestobium rufovillosum es conocido popularmente como "escarabajo del reloj de la muerte" ya que mientras excava galerías en la madera produce un golpeteo audible al oído humano. Algunas especies se desarrollan en hongos yesqueros, maderas (Anobium punctatum y Xyletinus brasiliensis), productos alimentarios (Stegobium paniceum), cuero y papel (Tricorynus herbarius) e incluso en cigarros (Lasioderma serricorne).
Los adultos perforan la superficie de la madera y la abandonan; son buenos voladores y se dispersan en busca de lugares favorables para la puesta; las hembras depositan los huevos en los resquicios de la madera.

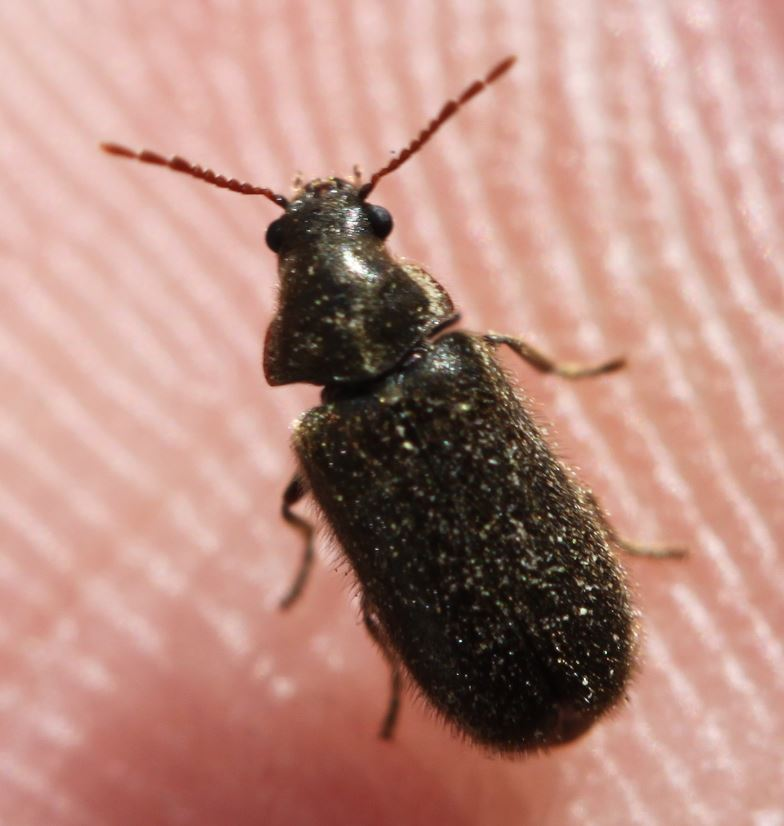
Xestobium plumbeum

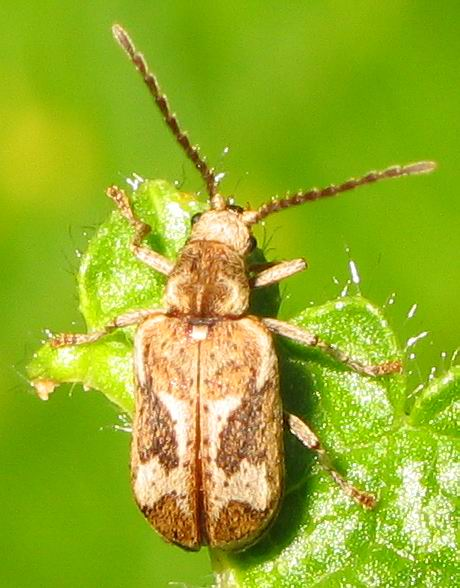
Hedobia imperialis

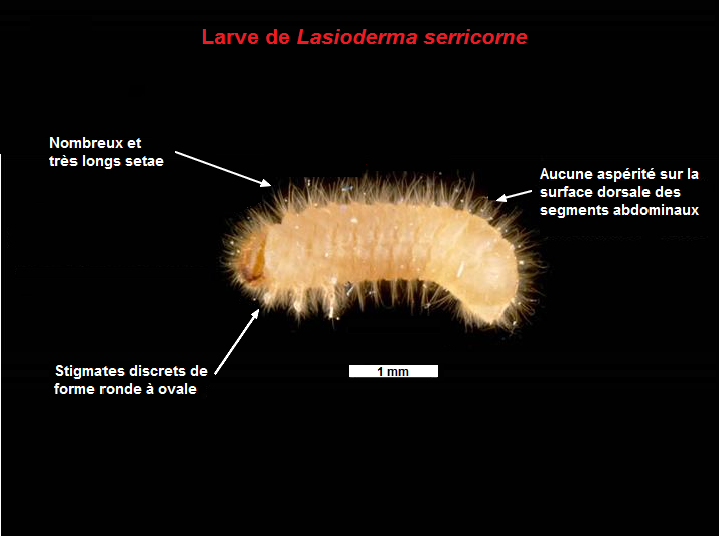
Lasioderma serricorne, larva

## Tratamientos y remedios para carcoma común
La carcoma es la plaga más común en construcciones de madera o con elementos hechos de ella: mobiliario, puertas, etc. Su efecto puede ser muy dañino en obras de arte, no solo tallas y retablos sino también pinturas sobre lienzo ya que ataca sus marcos y bastidores.
Su presencia se reconoce fácilmente por los orificios visibles en la superficie y por el serrín que sale de ellos. Pero el ejemplar causante del daño ya ha salido al exterior y habrá muerto, dejando huevos que reanudan el ciclo.
Durante la mayor parte de su vida la larva excava galerías por dentro de la madera y en su última etapa se transforma en coleóptero; es entonces cuando para salir practica un orificio hasta la superficie. Ello suele ser en los meses cálidos del año, entre abril y septiembre. Tiene cierta capacidad de vuelo, por lo que puede depositar sus huevos en otros lugares, ampliando la plaga. Los huevos eclosionan y las diminutas larvas acceden al interior de la madera por fisuras o juntas. En ocasiones, la plaga parece estar latente porque no se ven agujeros nuevos, pero en realidad las larvas siguen royendo el interior, por lo que cualquier tratamiento de erradicación no puede darse por definitivo en el primer año.
Para la eliminación de la carcoma común existen diversos tratamientos y remedios, tanto profesionales (mediante químicos y gases) como caseros. Algunos son pintorescos, pero parecen efectivos y de hecho se citan en múltiples páginas web.
Congelación y gasLa carcoma no resiste el frío extremo, por lo que la congelación es un remedio efectivo y que normalmente no daña los objetos tratados. Los muebles y demás elementos manejables se depositan en cámaras frigoríficas durante varios días. Las piezas pequeñas como esculturas se pueden introducir en arcones congeladores de uso doméstico, tomando la precaución de envolverlos en bolsas de plástico. Otra opción es el gas; algunos restauradores profesionales cuentan con cámaras especiales, herméticas, donde agrupan muebles, tapices y demás objetos frágiles y los someten a un gas o a privación de oxígeno, que erradica cualquier insecto.
Sustancias a brocha o inyecciónExisten en el mercado múltiples preparados líquidos, para ser aplicados a brocha o pistola en las zonas afectadas. No implican la muerte inmediata de la plaga, pero empapan la madera de un tóxico que matará las larvas cuando la mastiquen. La época más propicia para el tratamiento es el final del invierno, antes de que las larvas se transformen en escarabajo y salgan. En cobertizos, cuadras y demás construcciones del ámbito rural es habitual emplear gasoil, aceite usado y otras sustancias petrolíferas asequibles para rociar vigas y tablones a modo preventivo. Hasta hace pocos años todas las sustancias anticarcoma se obtenían del petróleo por lo que desprendían un olor fuerte; actualmente hay preparados acuosos que son inodoros e incoloros. De todas formas, las piezas más valiosas (muebles con incrustaciones, esculturas) han de tratarse con cautela, probando primero en una pequeña superficie para comprobar si el producto causa alteraciones. Por suerte, las maderas exóticas y nobles raramente son infestadas por la carcoma, que prefiere variedades más blandas y humildes como el pino. En muchos muebles antiguos, la carcoma ataca la estructura (de madera modesta) y apenas toca los frentes o zonas más decoradas, elaboradas en maderas mejores. Para redoblar el tratamiento y si la extensión es razonable, el líquido ha de introducirse también en todos los orificios con una jeringuilla, a poder ser con su aguja para acceder mejor al interior.
Bellotas como ceboLa bellota fresca desprende un aroma que atrae a la carcoma. Según consejos populares, se puede controlar la plaga si cerca del elemento afectado se disponen puñados de bellotas envueltos en tela atada como un saquito (no plástico). En los meses cálidos la carcoma adulta desova encima de la tela y las larvas se cuelan al interior, perforando las bellotas y quedándose en ellas. Ya cuando se aproxime la siguiente primavera, los paquetes deben echarse a la basura antes de que las larvas salgan.